# Álvaro Odriozola
Pour les articles homonymes, voir Odriozola.
Odriozola  Arzallus est un nom espagnol. Le premier nom de famille, en général paternel, est Odriozola ; le second, en général maternel, souvent omis, est Arzallus.
Álvaro Odriozola Arzallus, né le 14 décembre 1995 à Saint-Sébastien, est un footballeur international espagnol. Il évolue au poste d'arrière droit à la Real Sociedad.

## Biographie

### En club
Formé au club de la Real Sociedad, il dispute son premier match professionnel en janvier 2017 lors de la 18e journée de Liga.
Il rejoint le Real Madrid le 18 juillet 2018. Le 22 janvier 2020, il rejoint le Bayern Munich pour un prêt de 6 mois et le 23 aout, il remporte la LDC face au PSG.

### En équipe nationale
Avec les espoirs, il participe au championnat d'Europe espoirs en 2017. Lors de cette compétition, il ne joue qu'un seul match, face à la Serbie. L'Espagne s'incline en finale du tournoi face à l'Allemagne.
Il reçoit sa première sélection en équipe d'Espagne le 6 octobre 2017, contre l'Albanie. Ce match gagné 3-0 à Alicante rentre dans le cadre des éliminatoires du mondial 2018.
En mai 2018, il est retenu par le sélectionneur Julen Lopetegui pour participer à la Coupe du monde 2018 organisée en Russie. Il marque son premier but le 3 juin 2018 en ouvrant le score d'une reprise de volée contre la Suisse en match amical (1-1).

## Statistiques
| Saison                | Club                  | Championnat           | Championnat | Championnat | Championnat | Coupe(s) nationale(s) | Coupe(s) nationale(s) | Coupe(s) nationale(s) | Compétition(s) continentale(s) | Compétition(s) continentale(s) | Compétition(s) continentale(s) | Compétition(s) continentale(s) | Supercoupe UEFA | Supercoupe UEFA | Supercoupe UEFA | Coupe du monde des clubs | Coupe du monde des clubs | Coupe du monde des clubs | Total | Total | Total |
| Saison                | Club                  | Division              | M.          | B.          | P.d.        | M.                    | B.                    | P.d.                  | Comp.                          | M.                             | B.                             | P.d.                           | M.              | B.              | P.d.            | M.                       | B.                       | P.d.                     | M.    | B.    | P.d.  |
| 2016-2017             | Real Sociedad         | Liga                  | 15          | 0           | 4           | 1                     | 0                     | 0                     | -                              | -                              | -                              | -                              | -               | -               | -               | -                        | -                        | -                        | 16    | 0     | 4     |
| 2017-2018             | Real Sociedad         | Liga                  | 35          | 0           | 4           | -                     | -                     | -                     | C3                             | 6                              | 1                              | 0                              | -               | -               | -               | -                        | -                        | -                        | 41    | 1     | 4     |
| Sous-total            | Sous-total            | Sous-total            | 50          | 0           | 8           | 1                     | 0                     | 0                     | -                              | 6                              | 1                              | 0                              | -               | -               | -               | -                        | -                        | -                        | 57    | 1     | 8     |
| 2018-2019             | Real Madrid           | Liga                  | 14          | 0           | 2           | 5                     | 1                     | 4                     | C1                             | 3                              | 0                              | 0                              | -               | -               | -               | 0                        | 0                        | 0                        | 22    | 1     | 6     |
| 2019-2020             | Real Madrid           | Liga                  | 4           | 0           | 1           | -                     | -                     | -                     | C1                             | 1                              | 0                              | 1                              | -               | -               | -               | -                        | -                        | -                        | 5     | 0     | 2     |
| 2020-2021             | Real Madrid           | Liga                  | 13          | 2           | 0           | 1                     | 0                     | 0                     | C1                             | 2                              | 0                              | 0                              | -               | -               | -               | -                        | -                        | -                        | 16    | 2     | 0     |
| 2021-2022             | Real Madrid           | Liga                  | 0           | 0           | 0           | -                     | -                     | -                     | C1                             | -                              | -                              | -                              | -               | -               | -               | -                        | -                        | -                        | 0     | 0     | 0     |
| 2022-2023             | Real Madrid           | Liga                  | 3           | 0           | 0           | 2                     | 0                     | 0                     | C1                             | 0                              | 0                              | 0                              | -               | -               | -               | 1                        | 0                        | 0                        | 6     | 0     | 0     |
| Sous-total            | Sous-total            | Sous-total            | 34          | 2           | 3           | 8                     | 1                     | 4                     | -                              | 6                              | 0                              | 1                              | 0               | 0               | 0               | 1                        | 0                        | 0                        | 49    | 3     | 8     |
| 2019-2020             | Bayern Munich (prêt)  | Bundesliga            | 3           | 0           | 0           | 1                     | 0                     | 0                     | C1                             | 1                              | 0                              | 1                              | -               | -               | -               | -                        | -                        | -                        | 5     | 0     | 1     |
| 2021-2022             | ACF Fiorentina (prêt) | Serie A               | 25          | 1           | 2           | 2                     | 0                     | 0                     | -                              | -                              | -                              | -                              | -               | -               | -               | -                        | -                        | -                        | 27    | 1     | 2     |
| 2023-2024             | Real Sociedad         | Liga                  | 9           | 0           | 0           | 3                     | 0                     | 1                     | C1                             | 3                              | 0                              | 0                              | -               | -               | -               | -                        | -                        | -                        | 15    | 0     | 1     |
| 2024-2025             | Real Sociedad         | Liga                  | 2           | 0           | 0           | 2                     | 0                     | 0                     | C3                             | 4                              | 0                              | 0                              | -               | -               | -               | -                        | -                        | -                        | 8     | 0     | 0     |
| Sous-total            | Sous-total            | Sous-total            | 11          | 0           | 0           | 5                     | 0                     | 1                     | -                              | 6                              | 0                              | 1                              | 0               | 0               | 0               | 0                        | 0                        | 0                        | 22    | 0     | 2     |
| Total sur la carrière | Total sur la carrière | Total sur la carrière | 123         | 3           | 14          | 16                    | 1                     | 4                     | -                              | 19                             | 1                              | 2                              | 0               | 0               | 0               | 1                        | 0                        | 0                        | 159   | 5     | 20    |

### En sélection nationale
| Saison                | Sélection             | Phases finales        | Phases finales | Phases finales | Phases finales | Éliminatoires CDM | Éliminatoires CDM | Éliminatoires CDM | Matchs amicaux | Matchs amicaux | Matchs amicaux | Total | Total | Total |
| Saison                | Sélection             | Compétition           | M              | B              | Pd             | M                 | B                 | Pd                | M              | B              | Pd             | M     | B     | Pd    |
| --------------------- | --------------------- | --------------------- | -------------- | -------------- | -------------- | ----------------- | ----------------- | ----------------- | -------------- | -------------- | -------------- | ----- | ----- | ----- |
| 2017-2018             | Espagne               | Coupe du monde 2018   | 0              | 0              | 0              | 1                 | 0                 | 1                 | 3              | 1              | 0              | 4     | 1     | 1     |
| Total sur la carrière | Total sur la carrière | Total sur la carrière | 0              | 0              | 0              | 1                 | 0                 | 1                 | 3              | 1              | 0              | 4     | 1     | 1     |

## Palmarès

### En club
Real Madrid :
- Coupe du monde des clubs
  - Vainqueur : 2018
- Championnat d'Espagne
  - Champion : 2020
- Supercoupe d'Espagne
  - Vainqueur : 2019
- Coupe d'Espagne
  - Vainqueur : 2023

 Bayern Munich :
- Bundesliga
  - Champion : 2020
- Coupe d'Allemagne
  - Vainqueur : 2020
- Ligue des Champions
  - Vainqueur : 2020

### En équipe nationale
Équipe d'Espagne espoirs :
- Championnat d'Europe espoirs
  - Finaliste : 2017